# Distrikt San Fernando
Der Distrikt San Fernando liegt in der Provinz Rioja in der Region San Martín im zentralen Norden von Peru. Der Distrikt besitzt eine Fläche von 69,1 km². Beim Zensus 2017 wurden 3724 Einwohner gezählt. Im Jahr 1993 lag die Einwohnerzahl bei 4336, im Jahr 2007 bei 3799. Sitz der Distriktverwaltung ist die 824 m hoch gelegene Kleinstadt San Fernando mit 2413 Einwohnern (Stand 2017). San Fernando befindet sich 20 km nordwestlich der Provinzhauptstadt Rioja.

## Geographische Lage
Der Distrikt San Fernando liegt in den östlichen Voranden im Nordosten der Provinz Rioja. Der Distrikt befindet sich am Westufer des nach Süden fließenden Río Mayo. Dessen rechter Nebenfluss Río Soritor durchquert das Areal in überwiegend östlicher Richtung.
Der Distrikt San Fernando grenzt im Südwesten an den Distrikt Nueva Cajamarca, im Nordwesten an den Distrikt Awajún, im Osten an den Distrikt Moyobamba (Provinz Moyobamba) sowie im Südosten an den Distrikt Yuracyacu.

## Ortschaften
Im Distrikt gibt es neben dem Hauptort folgende größere Ortschaften:
- Nuevo Oriente (206 Einwohner)
- Perlamayo (340 Einwohner)